# Virgin Samoa
Virgin Samoa, precedentemente chiamata Polynesian Blue, era, insieme a Polynesian Airlines, una delle due compagnie aeree di bandiera delle Samoa- Era per il 49% di proprietà del Governo delle Samoa e per il 49% da Virgin Australia Holdings Limited.

## Storia

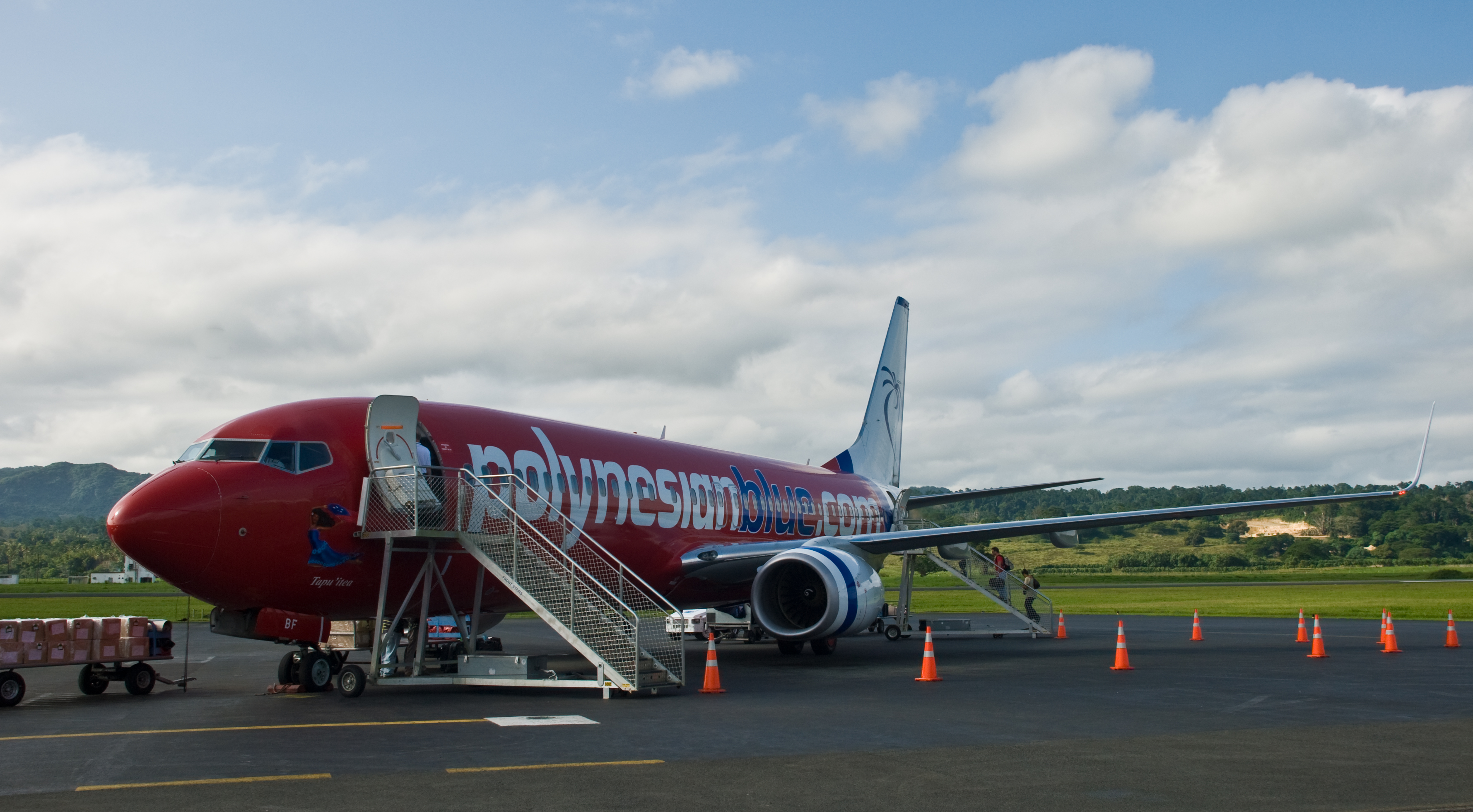
Il Boeing 737-800 di Virgin Samoa con la vecchia livrea di Polynesian Blue.

La Polynesian Blue nacque da un'azione sinergica del governo samoano e la Virgin Blue Holding, dopo diversi mesi di discussioni per creare una nuova compagnia che operasse i voli internazionali della Polynesian Airlines, ed il nome stesso della neonata compagnia faceva riferimento all'appartenenza al gruppo della Virgin Blue (compagnia che in seguito venne chiamata Virgin Australia). Il primo volo fu effettuato il 31 ottobre 2005 fra l'aeroporto di Faleolo, l'aeroporto di Auckland e quello di Sydney.
Le quote azionarie della compagnia erano detenute per il 49% dal governo delle Samoa, per un altro 49% dalla Virgin Australia Holding e per il restante 2% dall'Aggey Grey's Resort and Hotel.
Nel 2011 la Polynesian Blue si rinnovò, ridenominandosi Virgin Samoa, in seguito al cambiamento di nome della Virgin Blue in Virgin Australia; un Boeing 737-800 della Virgin Australia fu ridipinto con la nuova livrea della Virgin Samoa ed i motori decorati con disegni samoani disegnati da Tuifa'asisina Tolouena Sua. Furono inoltre disegnate uniformi specifiche e peculiari della cultura samoana.
Nel 2017 il governo samoano decise di rescindere dalla joint-venture con Virgin Australia, affermando che i benefici della collaborazione erano venuti a mancare. Virgin Australia ha quindi annunciato che Virgin Samoa avrebbe sospeso tutti i voli il 12 novembre 2017. Dal 13 novembre Virgin Australia sostituì la filiale samoana, mentre il governo lanciava le operazioni internazionali con Air Samoa, nuovo nome di Polynesian Airlines.

## Flotta
La flotta della Virgin Samoa era costituita da un solo Boeing 737-800, con marche ZK-PBF, nominato Tapu'itea.